# Vlag van Waalre

Vlag van de gemeente Waalre

De vlag van Waalre werd op 20 maart 1963 bij raadsbesluit vastgesteld als de gemeentelijke vlag van de Noord-Brabantse gemeente Waalre. De vlag wordt beschreven als:
Drie horizontale banen in de verhouding 3:1:3, de bovenste brede baan blauw, de onderste brede baan rood;  gescheiden door een smalle gele baan.  Op de blauwe baan in de hoek tegen de broek van de vlag is opgenomen een gele eikel met de steel omlaag.
De vlag wordt gedeeld door twee horizontale banen in de kleuren blauw en rood. Tussen de twee banen is een smalle gele lijn opgenomen. Linksboven is een eikel afgebeeld.
De kleuren zijn ontleend aan het gemeentewapen en het wapen van de voormalige gemeente Aalst. De eikel is een verwijzing naar de historische banden met familie Van der Clusen, die van 1551 tot 1737 de Heerlijkheid Waelre en Weerde (Valkenswaard) en van 1551 tot 1721 de Heerlijkheid Aalst in haar bezit had. De voormalige gemeente Aalst werd per 1923 opgenomen in de gemeente Waalre.
Het ontwerp voor de vlag is gemaakt door S.H.A.M. (Steef) Zoetmulder te Waalre.

## Verwante afbeeldingen

Het wapen van Waalre
Het wapen van Aalst

Alphen-Chaam · Altena · Asten · Baarle-Nassau · Bergeijk · Bergen op Zoom · Bernheze · Best · Bladel · Boekel · Boxtel · Breda · Cranendonck · Deurne · Dongen · Drimmelen · Eersel · Eindhoven · Etten-Leur · Geertruidenberg · Geldrop-Mierlo · Gemert-Bakel · Gilze en Rijen · Goirle · Halderberge · Heeze-Leende · Helmond · 's-Hertogenbosch · Heusden · Hilvarenbeek · Laarbeek · Land van Cuijk · Loon op Zand · Maashorst · Meierijstad · Moerdijk · Nuenen, Gerwen en Nederwetten · Oirschot · Oisterwijk · Oosterhout · Oss · Reusel-De Mierden · Roosendaal · Rucphen · Sint-Michielsgestel · Someren · Son en Breugel · Steenbergen · Tilburg · Valkenswaard · Veldhoven · Vught · Waalre · Waalwijk · Woensdrecht · Zundert